# Kurdjumovia plana
Kurdjumovia plana är en stekelart som beskrevs av Trjapitzin 1977. Kurdjumovia plana ingår i släktet Kurdjumovia och familjen sköldlussteklar.
Artens utbredningsområde är:
- Afghanistan.
- Mongoliet.
- Turkmenistan.

Inga underarter finns listade i Catalogue of Life.